# David T. Patterson
David T. Patterson (Greeneville, 1818. február 28. – Greeneville, 1891. november 3.) az Amerikai Egyesült Államok szenátora (Tennessee, 1866–1869).